# Lamine Kanté
Mahamadou Lamine Kanté (Courbevoie, Hauts-de-Seine, 11 de febrero de 1987) es un jugador de baloncesto francés que actualmente pertenece a la plantilla del Hermine de Nantes Atlantique de la Pro B francesa. Con 2,01 metros de altura juega en la posición de Alero.

## Trayectoria profesional
Se formó en la cantera del Le Mans Sarthe Basket y del Élan Sportif Chalonnais. 

### Union Poitiers Basket 86
Comenzó su carrera en el Union Poitiers Basket 86, club en el que estuvo desde 2007 hasta 2010, consiguiendo el título de segunda división, el Campeonato de Francia de Baloncesto Pro B y el ascenso a la máxima categoría en 2009. En los dos años que jugó en la Pro B (2007-2008 y 2008-2009), jugó 67 partidos de liga con unos promedios de 7 puntos, 2,4 rebotes y 1,1 asistencias en 17,5 min de media, mientras que en los play-offs jugó 13 partidos con unos promedios de 9,8 puntos, 2,4 rebotes, 1,4 asistencias y 1 robo en 21 min de media. En la temporada 2009-2010 que jugó en la Pro A, disputó 27 partidos con unos promedios de 5,8 puntos y 2 rebotes en 14 min de media.

### SOMB Boulogne-sur-Mer
Tras no disponer de muchos minutos y protagonismo en la Pro A con el Union Poitiers Basket 86, fichó para la temporada 2010-2011 por el SOMB Boulogne-sur-Mer de la Pro B. Jugó 34 partidos de liga con un promedio de 10,6 puntos, 2,8 rebotes, 1 asistencias y 1,1 balones robados en 24 min de media. En play-offs disputó 6 partidos con una media de 12,7 puntos, 3 rebotes, 1,7 asistencias y 1,2 balones robados en 25 min.

### Denain ASC Voltaire
La temporada 2011-2012 la pasó en el Denain ASC Voltaire también de la Pro B, donde en 33 partidos jugados promedió 14,7 puntos, 3,6 rebotes, 1,3 asistencias y 1,1 robos de balón.

### Retorno al Union Poitiers Basket 86
En la temporada 2012-2013 volvió al Union Poitiers Basket 86 que seguía en la Pro A, y tuvo un promedio de 11,2 puntos y 2,3 rebotes en 24 partidos jugados pero su equipo descendió de categoría.

### Cholet Basket y vuelta por tercera vez al Union Poitiers Basket 86
En el verano de 2013 firmó dos años con el Cholet Basket, aunque no acabó la temporada, promediando 4,4 puntos y 2 rebotes en 24 partidos jugados de liga y 5,4 puntos y 2,5 rebotes en 11 partidos disputados de Eurochallenge. Volvió por tercera vez al Union Poitiers Basket 86 que estaba en la Pro B, y jugó allí el resto de la temporada. Promedió 8,1 puntos, 2,6 rebotes y 1 asistencia en 7 partidos jugados de liga, y 11,2 puntos y 3,4 rebotes en 6 partidos de los play-offs de ascenso.

### CSP Limoges y vuelta por cuarta vez al Union Poitiers Basket 86
En 2014 firmó con el campeón francés, el CSP Limoges, abandonando el equipo en diciembre. En los 4 partidos de liga que jugó, promedió 2 puntos y 1,2 rebotes, mientras que en la Euroliga 2014-15 apenas participó en los 2 partidos que disputó. En enero de 2015 fichó el Union Poitiers Basket 86, club en el que juega por cuarta vez, promediando 9,9 puntos y 4,6 rebotes en 20 partidos jugados.

### AS Mónaco
En la temporada 2015-2016 firmó con el recién ascendido AS Mónaco Basket.

## Selección nacional
En 2005 fue seleccionado para jugar el Europeo Sub-18, donde Francia quedó en 6.ª posición.